# Asian Le Mans Series 2021

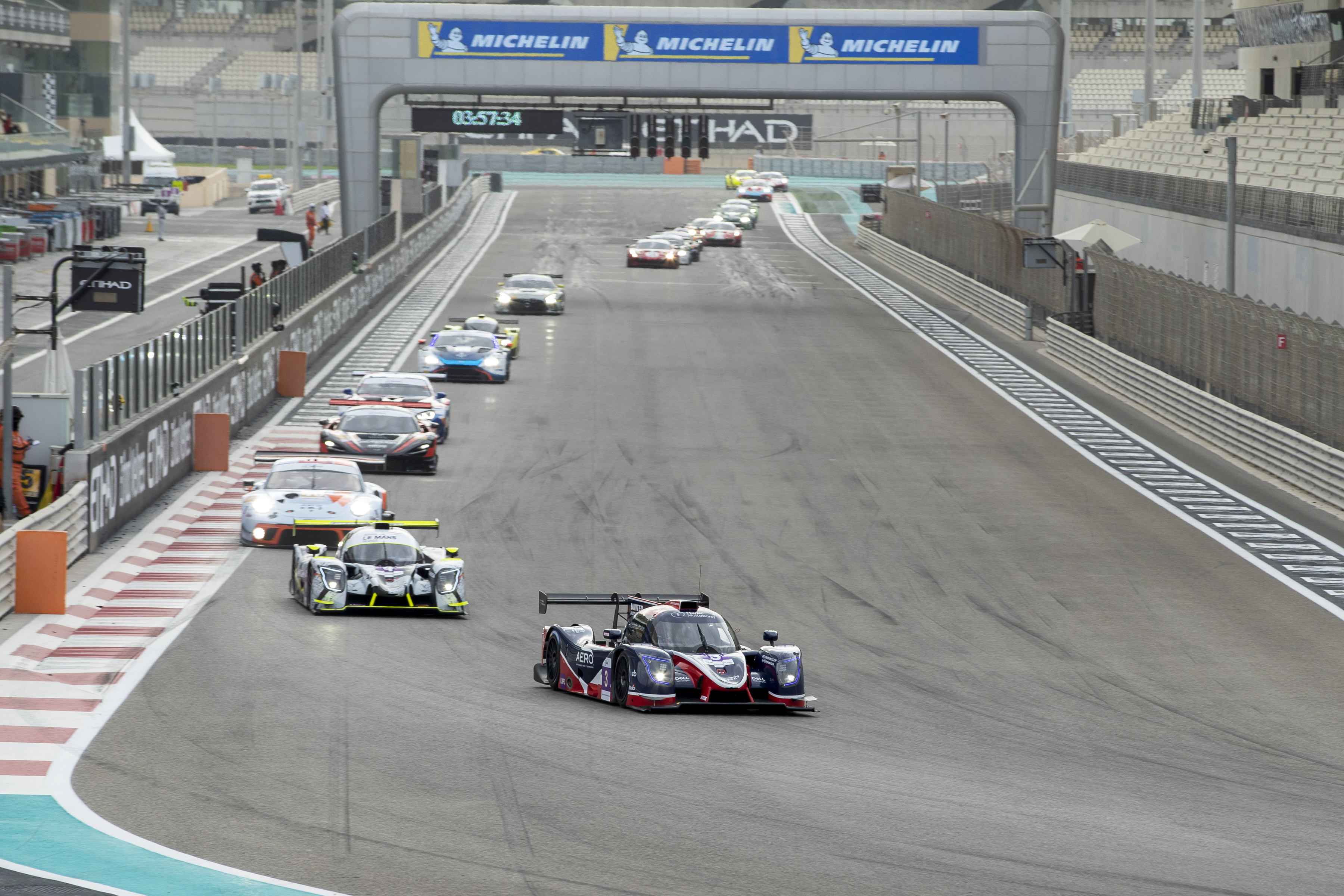
Start des 4-Stunden-Rennen von Abu Dhabi 2021, zweite Runde.

Die Asian Le Mans Series Saison 2021 war die zehnte Saison der vom ACO organisierten Asian Le Mans Series. Die vier Rennen der Saison wurden alle in den Vereinigten Arabischen Emiraten (VAE) im Februar 2021 ausgetragen.

## Rennkalender
Gefahren wurden jeweils zwei 4-Stunden-Rennen auf zwei FIA zertifizierten Rennstrecken innerhalb von 8 Tagen. Ursprünglich sollten diese in Thailand auf dem Chang International Circuit am 9. und 11. Januar 2021 sowie in Malaysia auf dem Sepang International Circuit am 23. und 26. Januar 2021 ausgetragen werden. Auf Grund der Reisebeschränkungen durch die COVID-19-Pandemie wurden sie in die Vereinigten Arabischen Emirate verlegt.
| Nr. | Rennen                         | Strecke            | Ort            | Datum            |
| --- | ------------------------------ | ------------------ | -------------- | ---------------- |
| 1   | 4-Stunden-Rennen von Dubai     | Dubai Autodrome    | Dubai, VAE     | 13. Februar 2021 |
| 2   | 4-Stunden-Rennen von Dubai     | Dubai Autodrome    | Dubai, VAE     | 14. Februar 2021 |
| 3   | 4-Stunden-Rennen von Abu Dhabi | Yas Marina Circuit | Abu Dhabi, VAE | 19. Februar 2021 |
| 4   | 4-Stunden-Rennen von Abu Dhabi | Yas Marina Circuit | Abu Dhabi, VAE | 20. Februar 2021 |

## Fahrer und Teams

### LMP2
| Team              | Auto           | Motor                 | Klasse | Nr. | Fahrer               | Rennen |
| ----------------- | -------------- | --------------------- | ------ | --- | -------------------- | ------ |
| Phoenix Racing    | Oreca 07       | Gibson GK428 4.2 L V8 | P      | 5   | Matthias Kaiser      | 1-4    |
| Phoenix Racing    | Oreca 07       | Gibson GK428 4.2 L V8 | P      | 5   | Simon Trummer        | 1-4    |
| Phoenix Racing    | Oreca 07       | Gibson GK428 4.2 L V8 | P      | 5   | Nicki Thiim          | 1-2    |
| Phoenix Racing    | Oreca 07       | Gibson GK428 4.2 L V8 | P      | 5   | Kelvin van der Linde | 3-4    |
| EuroInternational | Ligier JS P217 | Gibson GK428 4.2 L V8 | Am     | 11  | Phil Mulacek         | 1-2    |
| EuroInternational | Ligier JS P217 | Gibson GK428 4.2 L V8 | Am     | 11  | Neale Muston         | 1-2    |
| EuroInternational | Ligier JS P217 | Gibson GK428 4.2 L V8 | Am     | 11  | John Corbett         | 1-2    |
| ERA Motorsport    | Oreca 07       | Gibson GK428 4.2 L V8 | Am     | 18  | Dwight Merriman      | 1-4    |
| ERA Motorsport    | Oreca 07       | Gibson GK428 4.2 L V8 | Am     | 18  | Kyle Tilley          | 1-4    |
| ERA Motorsport    | Oreca 07       | Gibson GK428 4.2 L V8 | Am     | 18  | Andreas Lakaratos    | 1-4    |
| G-Drive Racing    | Aurus 01       | Gibson GK428 4.2 L V8 | P      | 25  | John Falb            | 1-4    |
| G-Drive Racing    | Aurus 01       | Gibson GK428 4.2 L V8 | P      | 25  | Franco Colapinto     | 1-4    |
| G-Drive Racing    | Aurus 01       | Gibson GK428 4.2 L V8 | P      | 25  | Rui Andrade          | 1-4    |
| G-Drive Racing    | Aurus 01       | Gibson GK428 4.2 L V8 | P      | 26  | Yifei Ye             | 1-4    |
| G-Drive Racing    | Aurus 01       | Gibson GK428 4.2 L V8 | P      | 26  | Ferdinand Habsburg   | 1-4    |
| G-Drive Racing    | Aurus 01       | Gibson GK428 4.2 L V8 | P      | 26  | Rene Binder          | 1-4    |
| Jota Sport        | Oreca 07       | Gibson GK428 4.2 L V8 | P      | 28  | Sean Gelael          | 1-4    |
| Jota Sport        | Oreca 07       | Gibson GK428 4.2 L V8 | P      | 28  | Stoffel Vandoorne    | 1-2    |
| Jota Sport        | Oreca 07       | Gibson GK428 4.2 L V8 | P      | 28  | Tom Blomqvist        | 3-4    |
| Racing Team India | Oreca 07       | Gibson GK428 4.2 L V8 | P      | 64  | Arjun Maini          | 1-4    |
| Racing Team India | Oreca 07       | Gibson GK428 4.2 L V8 | P      | 64  | Narain Karthikeyan   | 1-4    |
| Racing Team India | Oreca 07       | Gibson GK428 4.2 L V8 | P      | 64  | Naveen Rao           | 1-4    |

| Symbol | Klasse   |
| ------ | -------- |
| P      | LMP2 Pro |
| Am     | LMP2 Am  |

### LMP3

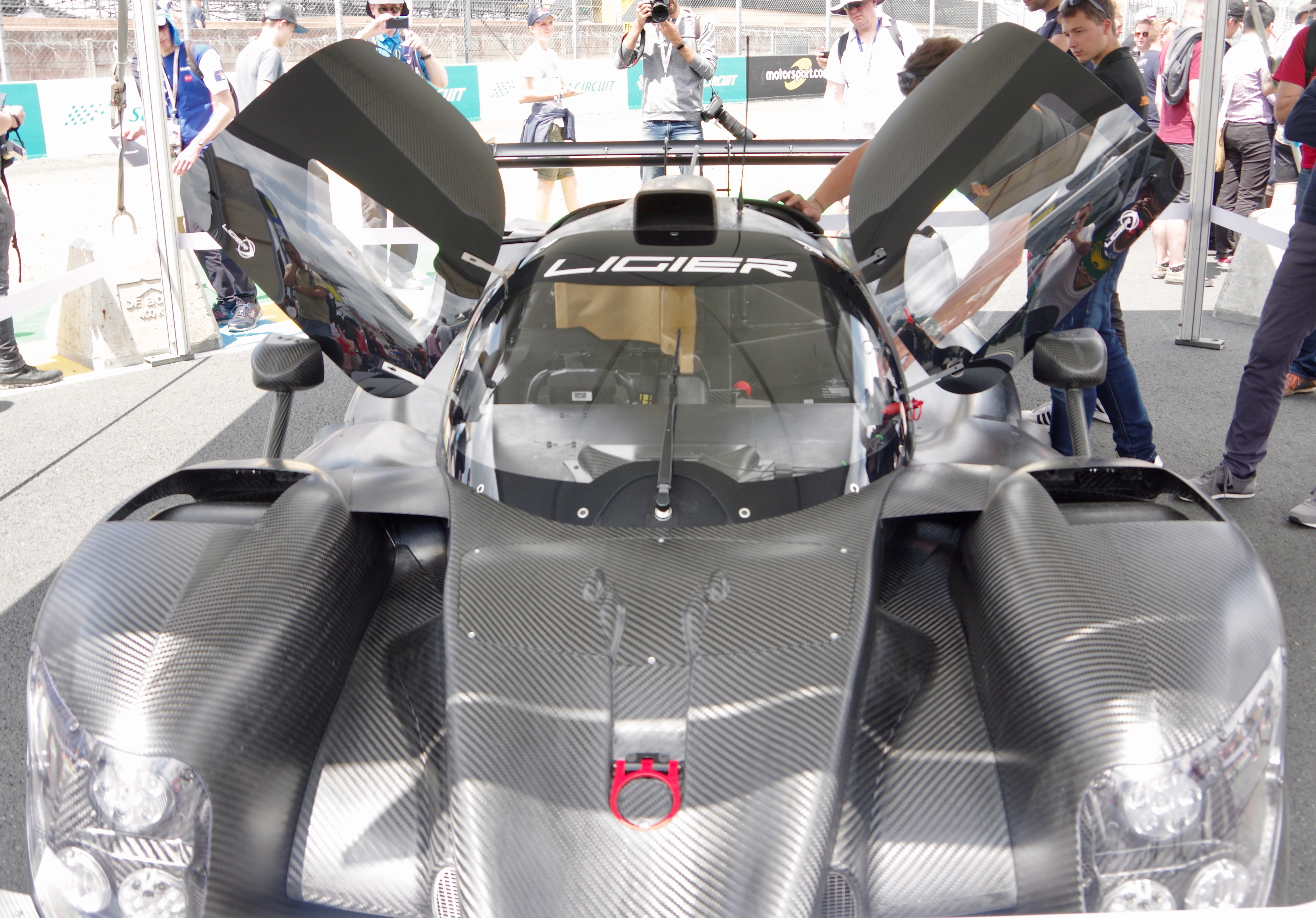
Ligier JS P320 ohne Folierung

| Team              | Auto                    | Motor                | Nr. | Fahrer            | Rennen |
| ----------------- | ----------------------- | -------------------- | --- | ----------------- | ------ |
| United Autosports | Ligier JS P320          | Nissan VK56 5.6 L V8 | 2   | John Loggie       | 1-4    |
| United Autosports | Ligier JS P320          | Nissan VK56 5.6 L V8 | 2   | Robert Weldon     | 1-4    |
| United Autosports | Ligier JS P320          | Nissan VK56 5.6 L V8 | 2   | Andrew Meyrick    | 1-4    |
| United Autosports | Ligier JS P320          | Nissan VK56 5.6 L V8 | 3   | James Mcguire     | 1-4    |
| United Autosports | Ligier JS P320          | Nissan VK56 5.6 L V8 | 3   | Duncan Tappy      | 1-4    |
| United Autosports | Ligier JS P320          | Nissan VK56 5.6 L V8 | 3   | Andrew Bentley    | 1-4    |
| United Autosports | Ligier JS P320          | Nissan VK56 5.6 L V8 | 23  | Manuel Maldonado  | 1-4    |
| United Autosports | Ligier JS P320          | Nissan VK56 5.6 L V8 | 23  | Rory Penttinen    | 1-4    |
| United Autosports | Ligier JS P320          | Nissan VK56 5.6 L V8 | 23  | Wayne Boyd        | 1-4    |
| Phoenix Racing    | Ligier JS P320          | Nissan VK56 5.6 L V8 | 4   | Jan-Erik Slooten  | 1-4    |
| Phoenix Racing    | Ligier JS P320          | Nissan VK56 5.6 L V8 | 4   | Leo Weiss         | 1-4    |
| Phoenix Racing    | Ligier JS P320          | Nissan VK56 5.6 L V8 | 4   | Vincent Kolb      | 1-2    |
| Nielsen Racing    | Ligier JS P320          | Nissan VK56 5.6 L V8 | 8   | Rodrigo Sales     | 1-4    |
| Nielsen Racing    | Ligier JS P320          | Nissan VK56 5.6 L V8 | 8   | Matthew Bell      | 1-4    |
| Nielsen Racing    | Ligier JS P320          | Nissan VK56 5.6 L V8 | 9   | Anthony Wells     | 1-4    |
| Nielsen Racing    | Ligier JS P320          | Nissan VK56 5.6 L V8 | 9   | Colin Noble       | 1-4    |
| RLR M Sport       | Ligier JS P320          | Nissan VK56 5.6 L V8 | 15  | Maxwell Hanratty  | 1-4    |
| RLR M Sport       | Ligier JS P320          | Nissan VK56 5.6 L V8 | 15  | Malthe Jakobsen   | 1-4    |
| RLR M Sport       | Ligier JS P320          | Nissan VK56 5.6 L V8 | 15  | Bashar Mardini    | 1-4    |
| CD Sport          | Ligier JS P320          | Nissan VK56 5.6 L V8 | 33  | Nick Adcock       | 1-4    |
| CD Sport          | Ligier JS P320          | Nissan VK56 5.6 L V8 | 33  | Michael Jensen    | 1-4    |
| CD Sport          | Ligier JS P320          | Nissan VK56 5.6 L V8 | 33  | Adam Eteki        | 1-4    |
| ARC Bratislava    | Ginetta G61-LT-P315-EVO | Nissan VK56 5.6 L V8 | 44  | Miroslav Konôpka  | 1-4    |
| ARC Bratislava    | Ginetta G61-LT-P315-EVO | Nissan VK56 5.6 L V8 | 44  | Tom Cloet         | 1-4    |
| ARC Bratislava    | Ginetta G61-LT-P315-EVO | Nissan VK56 5.6 L V8 | 44  | Charlie Robertson | 1-4    |
| DKR Engineering   | Duqueine M30-D08        | Nissan VK56 5.6 L V8 | 63  | Jean Glorieux     | 1-4    |
| DKR Engineering   | Duqueine M30-D08        | Nissan VK56 5.6 L V8 | 63  | Laurents Hörr     | 1-4    |

### GT
| Team                          | Auto                         | Motor                         | Klasse | Nr. | Fahrer                | Rennen |
| ----------------------------- | ---------------------------- | ----------------------------- | ------ | --- | --------------------- | ------ |
| HubAuto Racing                | Mercedes-AMG GT3             | Mercedes-AMG 6.2 L V8         | GT     | 1   | Raffaele Marciello    | 1-4    |
| HubAuto Racing                | Mercedes-AMG GT3             | Mercedes-AMG 6.2 L V8         | GT     | 1   | Marcos Gomes          | 1-4    |
| HubAuto Racing                | Mercedes-AMG GT3             | Mercedes-AMG 6.2 L V8         | GT     | 1   | Liam Talbot           | 1-4    |
| Inception Racing with Optimum | McLaren 720S GT3             | McLaren 4.0 L V8              | GT     | 7   | Brendan Iribe         | 1-4    |
| Inception Racing with Optimum | McLaren 720S GT3             | McLaren 4.0 L V8              | GT     | 7   | Ollie Millroy         | 1-4    |
| Inception Racing with Optimum | McLaren 720S GT3             | McLaren 4.0 L V8              | GT     | 7   | Ben Barnicoat         | 1-4    |
| Kessel Racing                 | Ferrari 488 GT3 Evo 2020     | Ferrari F154CB 3.9 L Turbo V8 | GT Am  | 27  | Giorgio Roda          | 1-4    |
| Kessel Racing                 | Ferrari 488 GT3 Evo 2020     | Ferrari F154CB 3.9 L Turbo V8 | GT Am  | 27  | Francesco Zollo       | 1-4    |
| Kessel Racing                 | Ferrari 488 GT3 Evo 2020     | Ferrari F154CB 3.9 L Turbo V8 | GT Am  | 27  | Tim Kohrmann          | 1-4    |
| Walkenhorst Motorsport        | BMW M6 GT3                   | BMW S63 4.4 L V8 Biturbo      | GT     | 34  | Chandler Hull         | 1-4    |
| Walkenhorst Motorsport        | BMW M6 GT3                   | BMW S63 4.4 L V8 Biturbo      | GT     | 34  | Jonathan Miller       | 1-4    |
| Walkenhorst Motorsport        | BMW M6 GT3                   | BMW S63 4.4 L V8 Biturbo      | GT     | 34  | Nicky Catsburg        | 1-4    |
| Walkenhorst Motorsport        | BMW M6 GT3                   | BMW S63 4.4 L V8 Biturbo      | GT Am  | 35  | Henry Walkenhorst     | 1-4    |
| Walkenhorst Motorsport        | BMW M6 GT3                   | BMW S63 4.4 L V8 Biturbo      | GT Am  | 35  | Joerg Breuer          | 1-4    |
| Walkenhorst Motorsport        | BMW M6 GT3                   | BMW S63 4.4 L V8 Biturbo      | GT Am  | 35  | Sami Matti Trogen     | 1-4    |
| GPX Racing                    | Porsche 991 GT3 R            | Porsche 4.0 L Boxer           | GT     | 40  | Julien Andlauer       | 1-4    |
| GPX Racing                    | Porsche 991 GT3 R            | Porsche 4.0 L Boxer           | GT     | 40  | Axcil Jefferies       | 1-4    |
| GPX Racing                    | Porsche 991 GT3 R            | Porsche 4.0 L Boxer           | GT     | 40  | Alain Ferté           | 1-4    |
| AF Corse                      | Ferrari 488 GT3 Evo 2020     | Ferrari F154CB 3.9 L Turbo V8 | GT     | 51  | Francesco Piovanetti  | 1-4    |
| AF Corse                      | Ferrari 488 GT3 Evo 2020     | Ferrari F154CB 3.9 L Turbo V8 | GT     | 51  | Oswaldo Negri         | 1-4    |
| AF Corse                      | Ferrari 488 GT3 Evo 2020     | Ferrari F154CB 3.9 L Turbo V8 | GT     | 51  | Alessandro Pier Guidi | 1-4    |
| AF Corse                      | Ferrari 488 GT3 Evo 2020     | Ferrari F154CB 3.9 L Turbo V8 | GT     | 54  | Francesco Castellacci | 1-4    |
| AF Corse                      | Ferrari 488 GT3 Evo 2020     | Ferrari F154CB 3.9 L Turbo V8 | GT     | 54  | Giancarlo Fisichella  | 1-4    |
| AF Corse                      | Ferrari 488 GT3 Evo 2020     | Ferrari F154CB 3.9 L Turbo V8 | GT     | 54  | Thomas Flohr          | 1-4    |
| Rinaldi Racing                | Ferrari 488 GT3 Evo 2020     | Ferrari F154CB 3.9 L Turbo V8 | GT     | 55  | Rino Mastronardi      | 1-4    |
| Rinaldi Racing                | Ferrari 488 GT3 Evo 2020     | Ferrari F154CB 3.9 L Turbo V8 | GT     | 55  | David Perel           | 1-4    |
| Rinaldi Racing                | Ferrari 488 GT3 Evo 2020     | Ferrari F154CB 3.9 L Turbo V8 | GT     | 55  | Davide Rigon          | 1-4    |
| Rinaldi Racing                | Ferrari 488 GT3 Evo 2020     | Ferrari F154CB 3.9 L Turbo V8 | GT Am  | 66  | Christian Hook        | 1-4    |
| Rinaldi Racing                | Ferrari 488 GT3 Evo 2020     | Ferrari F154CB 3.9 L Turbo V8 | GT Am  | 66  | Manuel Lauck          | 1-4    |
| Rinaldi Racing                | Ferrari 488 GT3 Evo 2020     | Ferrari F154CB 3.9 L Turbo V8 | GT Am  | 66  | Patrick Kujala        | 1-4    |
| Kessel Racing by Car Guy      | Ferrari 488 GT3 Evo 2020     | Ferrari F154CB 3.9 L Turbo V8 | GT     | 57  | Takeshi Kimura        | 1-4    |
| Kessel Racing by Car Guy      | Ferrari 488 GT3 Evo 2020     | Ferrari F154CB 3.9 L Turbo V8 | GT     | 57  | Come Ledogar          | 1-4    |
| Kessel Racing by Car Guy      | Ferrari 488 GT3 Evo 2020     | Ferrari F154CB 3.9 L Turbo V8 | GT     | 57  | Mikkel Jensen         | 1-4    |
| Formula Racing                | Ferrari 488 GT3 Evo 2020     | Ferrari F154CB 3.9 L Turbo V8 | GT     | 60  | Johnny Laursen        | 1-4    |
| Formula Racing                | Ferrari 488 GT3 Evo 2020     | Ferrari F154CB 3.9 L Turbo V8 | GT     | 60  | Alessio Rovera        | 1-4    |
| Formula Racing                | Ferrari 488 GT3 Evo 2020     | Ferrari F154CB 3.9 L Turbo V8 | GT     | 60  | Nicklas Nielsen       | 1-4    |
| D'station Racing              | Aston Martin Vantage AMR GT3 | Mercedes-AMG 4.0 L V8         | GT     | 77  | Satoshi Hoshino       | 1-4    |
| D'station Racing              | Aston Martin Vantage AMR GT3 | Mercedes-AMG 4.0 L V8         | GT     | 77  | Tomonobu Fujii        | 1-4    |
| D'station Racing              | Aston Martin Vantage AMR GT3 | Mercedes-AMG 4.0 L V8         | GT     | 77  | Tom Gamble            | 1-4    |
| Garage 59                     | Aston Martin Vantage AMR GT3 | Mercedes-AMG 4.0 L V8         | GT     | 88  | Alexander West        | 1-4    |
| Garage 59                     | Aston Martin Vantage AMR GT3 | Mercedes-AMG 4.0 L V8         | GT     | 88  | Maxime Martin         | 1-4    |
| Garage 59                     | Aston Martin Vantage AMR GT3 | Mercedes-AMG 4.0 L V8         | GT     | 88  | Valentin Hasse-Clot   | 1-4    |
| Garage 59                     | Aston Martin Vantage AMR GT3 | Mercedes-AMG 4.0 L V8         | GT     | 89  | Marvin Kirchöfer      | 1-4    |
| Garage 59                     | Aston Martin Vantage AMR GT3 | Mercedes-AMG 4.0 L V8         | GT     | 89  | Yuki Nemoto           | 1-4    |
| Garage 59                     | Aston Martin Vantage AMR GT3 | Mercedes-AMG 4.0 L V8         | GT     | 89  | Mike Benham           | 1-4    |
| Precote Herberth Motorsport   | Porsche 991 GT3 R            | Porsche 4.0 L Boxer           | GT     | 93  | Steffen Goering       | 1-4    |
| Precote Herberth Motorsport   | Porsche 991 GT3 R            | Porsche 4.0 L Boxer           | GT     | 93  | Antares Au            | 1-4    |
| Precote Herberth Motorsport   | Porsche 991 GT3 R            | Porsche 4.0 L Boxer           | GT     | 93  | Klaus Bachler         | 1-4    |
| Precote Herberth Motorsport   | Porsche 991 GT3 R            | Porsche 4.0 L Boxer           | GT     | 99  | Ralf Bohn             | 1-4    |
| Precote Herberth Motorsport   | Porsche 991 GT3 R            | Porsche 4.0 L Boxer           | GT     | 99  | Alfred Renauer        | 1-4    |
| Precote Herberth Motorsport   | Porsche 991 GT3 R            | Porsche 4.0 L Boxer           | GT     | 99  | Robert Renauer        | 1-4    |
| TF Sport                      | Aston Martin Vantage AMR GT3 | Mercedes-AMG 4.0 L V8         | GT     | 95  | John Hartshorne       | 1-4    |
| TF Sport                      | Aston Martin Vantage AMR GT3 | Mercedes-AMG 4.0 L V8         | GT     | 95  | Ollie Hancock         | 1-4    |
| TF Sport                      | Aston Martin Vantage AMR GT3 | Mercedes-AMG 4.0 L V8         | GT     | 95  | Charlie Eastwood      | 1-4    |
| Oman Racing with TF           | Aston Martin Vantage AMR GT3 | Mercedes-AMG 4.0 L V8         | GT     | 97  | Ahmad Al Harthy       | 1-4    |
| Oman Racing with TF           | Aston Martin Vantage AMR GT3 | Mercedes-AMG 4.0 L V8         | GT     | 97  | Tom Canning           | 1-4    |
| Oman Racing with TF           | Aston Martin Vantage AMR GT3 | Mercedes-AMG 4.0 L V8         | GT     | 97  | Jonny Adam            | 1-4    |

| Symbol | Klasse |
| ------ | ------ |
| GT     | GT     |
| GT Am  | GT Am  |

## Ergebnisse
Die folgende Tabelle zeigt die Rennsieger nach Kategorien sortiert mit deren Startnummern in Klammern. Die Gesamtsieger sind fett markiert.
| Nr. | Strecke   | Sieger LMP2                             | Sieger LMP2 Am                                 | Sieger LMP3                                | Sieger GT                                   | Sieger GT Am                                     | Einzel- nachweis |
| --- | --------- | --------------------------------------- | ---------------------------------------------- | ------------------------------------------ | ------------------------------------------- | ------------------------------------------------ | ---------------- |
| 1   | Dubai     | G-Drive Racing (26)                     | ERA Motorsport (18)                            | United Autosports (23)                     | Precote Herberth Motorsport (99)            | Rinaldi Racing (66)                              | [ 17 ]           |
| 1   | Dubai     | Yifei Ye Ferdinand Habsburg Rene Binder | Dwight Merriman Kyle Tilley Andreas Laskaratos | Wayne Boyd Manuel Maldonado Rory Penttinen | Ralf Bohn Alfred Renauer Robert Renauer     | Christian Hook Manuel Lauck Patrick Kujala       | [ 17 ]           |
| 2   | Dubai     | G-Drive Racing (26)                     | ERA Motorsport (18)                            | United Autosports (23)                     | GPX Racing (40)                             | Rinaldi Racing (66)                              | [ 18 ]           |
| 2   | Dubai     | Yifei Ye Ferdinand Habsburg Rene Binder | Dwight Merriman Kyle Tilley Andreas Laskaratos | Wayne Boyd Manuel Maldonado Rory Penttinen | Julien Andlauer Axcil Jefferies Alain Ferté | Christian Hook Manuel Lauck Patrick Kujala       | [ 18 ]           |
| 3   | Abu Dhabi | Jota Sport (28)                         | ERA Motorsport (18)                            | Nielsen Racing (9)                         | GPX Racing (40)                             | Rinaldi Racing (66)                              | [ 19 ]           |
| 3   | Abu Dhabi | Tom Blomqvist Sean Gelael               | Dwight Merriman Kyle Tilley Andreas Laskaratos | Colin Noble Tony Wells                     | Julien Andlauer Axcil Jefferies Alain Ferté | Christian Hook Manuel Lauck Patrick Kujala       | [ 19 ]           |
| 4   | Abu Dhabi | Jota Sport (28)                         | ERA Motorsport (18)                            | United Autosports (23)                     | Kessel Racing by Car Guy (57)               | Walkenhorst Motorsport (35)                      | [ 20 ]           |
| 4   | Abu Dhabi | Tom Blomqvist Sean Gelael               | Dwight Merriman Kyle Tilley Andreas Laskaratos | Wayne Boyd Manuel Maldonado Rory Penttinen | Takeshi Kimura Come Ledogar Mikkel Jensen   | Henry Walkenhorst Joerg Breuer Sami Matti Trogen | [ 20 ]           |